# Louis-Jean Thibault
Louis-Jean Thibault, né en 1970, est un écrivain, poète et professeur québécois.

## Biographie
Né en 1970, Louis-Jean Thibault étudie à l'Université de Montréal, où il obtient un doctorat en études françaises,.
L'œuvre du poète s'inscrit dans la lignée de Gaston Miron, Gatien Lapointe, Yves Préfontaine et d'autres qui prêtent leur « voix au pays à venir ». En effet, ses recueils de poésie La nuit sans contour, Géographie des lointains et Reculez falaise témoignent tous d'une volonté d'explorer la spatialité et d'en faire l'expérience. Ces lieux mystérieux explorent, dans Reculez falaise, les rues, quartiers et principaux attraits de la ville de Québec qui portent « une certaine mémoire du passé ».
En 2003, il est finaliste pour le Prix du Gouverneur général : poésie de langue française pour son recueil Géographie des lointains, publié aux Éditions du Noroît,.
Il est professeur de littérature au Cégep de Sainte-Foy, à Québec.

## Œuvres

### Poésie
- Mémoire d'hiver, illustrations par Carl Pelletier, Québec, Le Loup de gouttière, 1997, 85 p.  (ISBN 2-921310-82-1).
- La nuit sans contours, Montréal, Éditions du Noroît, 2000, 74 p.  (ISBN 2-89018-454-4).
- Géographie des lointains, Montréal, Éditions du Noroît, 2003, 80 p.  (ISBN 2-89018-519-2).
- Reculez falaise, illustrations de Yves Laroche, Montréal, Éditions du Noroît, 2007, 100 p.  (ISBN 978-2-89018-620-0).
- Le cœur prend lentement mesure du soleil, Montréal, Éditions du Noroît, 2017, 77 p.  (ISBN 9782897660772).

## Prix et honneurs
- 2003 : finaliste pour le Prix du Gouverneur général pour Géographie des lointains[6]